# 1. Janezovo pismo
Prvo Janezovo pismo je prvo od Janezovih pisem Nove zaveze. Najverjetneje je bilo napisano v Efezu med letoma 95 in 110 n. št. Avtor kristjanom svetuje, kako prepoznati prave učitelje: po njihovi načelnosti, po njihovem oznanjevanju Jezusa v telesu in po njihovi ljubezni. Prvotno besedilo je bilo napisano v koinejski grščini. Razdeljeno je na pet delov.
Bolj kot pismu je besedilo podobno teološki razpravi. Najverjetneje je nastalo za Janezovim evangelijem. Namenjeno je bilo kristjanom iz Janezove skupnosti, ki je doživela razkol zaradi različnih pogledov na Jezusa. Obe skupini sta bili sicer enotni, da je Beseda bila Bog, nista pa se strinjali glede tega, kaj je Beseda storila v mesu. To je bila tudi posledica pritiskov in skušnjav, da se v vero vnesejo ideje iz raznih filozofij. Tako je pismo »naperjeno proti prvim pojavom 'gnosticizma'«.

## Vsebina

### Predgovor (1 Jn 1,1-4)
V predgovoru je podan predmet pričevanja, ki je »Beseda življenja« in razodeto »večno življenje«. Prvi del pisma opozarja, da je svet razdeljen na luč in temo, z Bogom kot lučjo pravičnih. Življenje v luči in ravnanje v skladu z resnico zagotavljata občestvo med posamezniki ter njimi in Bogom, kajti kri Jezusa, Božjega Sina, nas očiščuje vsakega greha. Za to, da bi hodili v luči ter živeli v ljubezni kot Božji otroci (kar je poudarjeno v drugem delu pisma), si moramo zavestno prizadevati; ni dovolj, če si to samo želimo. Pretrgati moramo z grehom in z vsako krivičnostjo. Pri tem se lahko zanesemo, da imamo pri Očetu zagovornika, Jezusa Kristusa, Pravičnega. Če ga ljubimo, ostajamo v ljubezni. Ljubimo pa ga, kadar izpolnjujemo njegove zapovedi. Najbolj pogosto pa se naša ljubezen do njega izpriča v tem, če ljubimo svoje brate. Pa tudi, če ne ljubimo blišča tega sveta ter se varujemo antikristov. Apostol Janez zagotavlja, da vera v Jezusa Kristusa premaga svet: »Kdo je, ki premaga svet, če ne tisti, ki veruje, da je Jezus res Božji Sin?« (1 Jn 5,5).

### Prvi del jedra: Bog je luč (1 Jn 1,5–2,28)
V prvem delu se ponovi Janezov pogled na svet, razdeljen na luč in temo, z Bogom kot lučjo pravičnih. V primeru greha imamo zagovornika pri Očetu, Jezusa Kristusa. Njegova kri očiščuje od greha, ki ga pravi kristjan prizna. Zatrjevati, da smo brez greha, pomeni iz Boga delati lažnivca. In laganje je satanova lastnost. Zato je pomemben boj z njim in z njegovimi posredniki, antikristi, ki nastopajo kot lažni učitelji ali so izstopili iz skupnosti. Pravičnim, ki so na začetku prejeli maziljenje, se ni treba učiti pri takih učiteljih, saj so sami deležni večnega življenja in resnice, v kateri ostajajo. Ne glede na sedanjo povezanost z Jezusom, je velikega pomena za vsakega Jezusova vrnitev ob koncu časov. Božji otroci se bodo lahko z njim soočili, ko pride. V tem se jasno razlikujejo od otrok hudiča.

### Drugi in tretji del jedra (1 Jn 2,29–4,6), (1 Jn 4,7–5,12)
V drugem in tretjem delu (hodímo kot otroci Boga ljubezni ter pri izvirih ljubezni in vere) je poudarjena nujnost izpolnjevanja zapovedi, še posebej zapovedi ljubezni. Kristus je dal svoje življenje za nas, tako moramo biti tudi mi pripravljeni dati svoje življenje za naše brate in sestre. Vsakdo, ki ga vodi Sveti Duh in priznava, da je Jezus Kristus prišel v mesu, je od Boga. Tiste, ki jih vodi duh antikrista, pa spoznamo po njihovih sadovih. »Boga ni nikoli nihče videl. Če se med seboj ljubimo, ostaja Bog v nas in je njegova ljubezen v nas postala popolna« (1 Jn 4,12). Kdorkoli trdi, da ljubi Boga, ob tem pa sovraži svoje brate in sestre (v Kristusu), je lažnivec.

### Zaključek (1 Jn 5,13–21).
Sklep pisma spominja na zaključek Janezovega evangelija: »To vam pišem, da boste vedeli, da imate večno življenje, vam, ki verujete v ime Božjega Sina« (1 Jn 5,13). Po molitvi za grešnike bodo tudi ti prejeli življenje. Zagotovilo za poznavanje Boga in resnice je priznanje, da je Božji Sin prišel. Čustveni zaključni poziv »Otroci, varujte se malikov« (1 Jn 5,21), se nanaša na odpadnike, katerih napačni nauk o Kristusu je oblika malikovanja.

## Slog
Brown prepoznava naslednje naslednje slogovne značilnosti Prvega Janezovega pisma:
Pesniški slog je formalen in zaznamujejo ga celo kitice, npr. v uvodu; podobno je oblikovan tudi uvodni del. Druga značilnost sloga je privzdignjenost oz. slovesnost govorov, ki bi jo nekateri imenovali polpesniško. Značilna oblika te poezije ni paralelizem vrstic (kot v Stari zavezi) ali rima, temveč ritem, tj. približno enako dolge vrstice, ki so vsaka zase stavek.
V pismu je tudi nerazumevanje oz. uporaba simboličnega jezika ali metafor. V dialogu, na primer, sogovornik prispodobo razume narobe zgolj v njenem snovnem pomenu; to Jezusu (ali piscu pisma) omogoči, da svojo misel pojasni bolj izčrpno in s tem razgrne svoj nauk, kar se v pismu kaže v polemiki z antikristi, npr. »Tisti je antikrist, ki taji Očeta in Sina. Vsak, ki taji Sina, tudi Očeta nima. Kdor priznava Sina, ima tudi Očeta« (1 Jn 2,22b–23); v tem primeru je razgrnjen nauk, da vera v Sina odpira dostop k Očetu.
Prav tako so prisotne dvoumnosti, saj imajo besede pogosto dvojni pomen; ponekod v poigravanju z nerazumevanjem, drugod v preprostem razkrivanju večpomenskega vidika. Gre za besedne igre z različnimi pomeni določene besede in pričakovanje, da bo bralec v isti pripovedi ali prispodobi prepoznal več plasti pomena.
Značilen je tudi podvojeni govor; npr. v delu o obsojanju srca: »V tem bomo spoznali, da smo iz resnice, in bomo pred njim prepričali svoje srce: saj če nas naše srce obsoja, je vendar Bog večji od našega srca in pozna vse. Preljubi, če nas naše srce ne obsoja, imamo zaupanje v Boga, in če kaj prosimo, prejemamo od njega, saj se držimo njegovih zapovedi in delamo, kar mu je všeč« (1 Jn 3,19-22).
Brown prepoznava še ironijo kot posebno kombinacijo dvojnega pomena in nerazumevanja, vključitve in prehode ter vrinjene stavke. Primer takšnega vrinjenega stavka najdemo v začetnem delu Janezovega pisma: »/…/ o Besedi življenja – in življenje se je razodelo; in videli smo in pričujemo in vam oznanjamo večno življenje, ki je bilo pri Očetu in se nam je razodelo – kar smo videli in slišali, oznanjamo /…/« (1 Jn 1,1–3).
Lieujeva pa med drugim opozori na spiralnost besedila: pismo se znova in znova vrača k točki, kjer je bilo že prej, in vendar se z vnosom nove sestavine pomakne korak naprej.

## Podobnosti in razlike z Evangelijem po Janezu
Prvo Janezovo pismo je najbolj smiselno razumeti v povezavi z Evangelijem po Janezu, saj je bil napisan v obdobju po njegovem nastanku, ko boj s shodnico in Judi ni bilo več tako pereče vprašanje. Tradicionalno so domnevali, da je isti avtor napisal Janezov evangelij in tri Janezova pisma (poslanice). Kljub mnogim podobnostim, kot je primerjanje Jezusa z lučjo in zapoved ljubezni, med pismom in evangelijem obstajajo naslednje razlike:
Predgovor Prvega Janezovega pisma ne poudarja utelešenja poosebljene Besede kot ga prolog evangelija; namesto tega priča o besedi (sporočilu) življenja, ki so jo videli, slišali in občutili – o Jezusovi človeški življenjski poti. V pismu je obenem manj poudarka na Svetem Duhu kot osebi. Evangeljski izraz »Tolažnik« se npr. zanj nikoli ne uporablja (v 1 Jn 2,1 je Kristus tolažnik in zagovornik). Poleg tega je končni mistični nauk o poslednjih rečeh človeka in človeštva močnejši kot v evangeliju, kjer prevladuje uresničena eshatologija. Več poudarka je na ponovnem Kristusovem prihodu ob koncu sveta kot trenutku, ki ga je treba upoštevati v krščanskem življenju (1 Jn 2,28–3,3).